# Naoya Okane
Naoya Okane (岡根 直哉 Okane Naoya?), född 19 april 1988 i Osaka prefektur, är en japansk fotbollsspelare.
Okane började sin karriär 2011 i Shimizu S-Pulse. Efter Shimizu S-Pulse spelade han för Montedio Yamagata, Tochigi SC, FC Gifu och SC Sagamihara.